# Lamine Guirassy
Pour les articles homonymes, voir Guirassy.
Lamine Guirassy, né le 24 juin 1977 à Boké en république de Guinée, est un journaliste guinéen,.

## Biographie

### Enfance
Il est né en Basse Guinée, d'un père commerçant et d'une mère de la famille de Guirassy Kounda de Boké.

### Études
Lamine Guirassy fait  ses études primaires à Boké dans une école Catholique, le collège Sangoyah puis le lycée à Yimbaya. 

### Carrière
Lamine Guirassy a travaillé comme journaliste en France, aux Antilles et en Guinée à la RTG.
En 2008, Lamine Guirassy met en place le groupe Hadafo Médias en l'honneur de sa grand-mère. 
Dès 2008, il lance progressivement ses radios, notamment Espace FM en 2008, Sweet FM en 2010 et Kalac Radio en 2019 et des télévisions d'abord Espace TV puis Kalac TV.
En juin 2011, selon le magazine New Afrique, il est classé parmi les 100 Africains les plus influents dans la catégorie médias,.
En 2017, Lamine Guirassy devient lauréat du prix du meilleur journaliste africain de l'année par le 53eme numero de new african.

## Émissions
Il est l'animateur de l’émission Les grandes gueules.

## Prix et reconnaissances
- 2017 : 100 personnalités ayant marqué l’année selon le magazine New African[8]
- 2018 : Deuxième personnalité la plus influente de l’Afrique de l’Ouest[9]
- 2019 : Prix de l’Intelligence économique africaine (Dakar, CAVIE, 2019)[10]
- 2020 : Meilleur Patron de presse privée d’Afrique de l’Ouest francophone[11]
- 2021 : Homme de média 2020 lors première édition des Médias Awards Guinée[12]
- 2024 ː Prix du PDG le plus respecté dans le domaine des médias et communication en Afrique de l'Ouest, lors d'African Most Respected CEO Awards à Nairobi (Kenya)[13].